# Vándory Margit
Vándory Margit (Budapest, 1906. március 13. – 1995. január 12.) magyar színésznő.

## Életútja
Vándory Gusztáv színész és Tubay Margit színésznő leánya. 1925-ben szerzett diplomát a Színművészeti Akadémián, majd 1925-től a Nemzeti Színház tagja volt 1946-ig, közben 1934-35-ben egy évadot a Belvárosi Színházban töltött. 1927-ben Farkas–Ratkó-díjjal tüntették ki. 1951-től 1960-ig a Fővárosi Operettszínházban játszott. 1932. augusztus 3-án házasságot kötött Apáthi Imrével, 1947-ben elváltak.

## Fontosabb színházi szerepei
- Zelma (Csiky G.: A proletárok)
- Hermia (Shakespeare: Szentivánéji álom)
- Rozália (Mikszáth K.–Harsányi Zs.: A Noszty fiú esete Tóth Marival)

## Filmszerepei
- Az én lányom nem olyan (1937) – Veronika, a kalauz felesége
- Nincsenek véletlenek (1938) – Mari, cselédlány az ékszerésznél
- Hazafelé (1940) –  Panna, cseléd Kláriéknál
- Egy csók és más semmi (1941) – Teréz, cseléd Sáfránynál
- Éjfélre kiderül (1942) – Sós Tibor házvezetőnője
- A 28-as (1943) – ideges hölgy a színházban
- Tűz (1948)
- Forró mezők (1949)
- Rákóczi hadnagya (1954)